# Bonópolis
Bonópolis é um município brasileiro do interior do estado de Goiás, Região Centro-Oeste do país. Criado através da Lei Estadual nº 12800/95, seu primeiro prefeito foi o Sr. João Albino Fernandes (João Muranga) (PSD). Sua população é de 3.503 habitantes, sendo 1.834 homens e 1.669 mulheres e possui uma área de 1.628 km² (IBGE, 2010). Faz divisa com os municípios de Amaralina, Mundo Novo, Novo Planalto, Porangatu e São Miguel do Araguaia. Sua economia baseia-se na agropecuária. A população de bovinos é formada por 125.241 cabeças (IBGE, 2015).

## Hidrografia
- Rio Crixás-Açu
- Rio Pintado
- Rio Gregório
- Córrego da Bica